# 제임스 소런슨
제임스 소런슨(James Sorensen, 1986년 7월 18일 ~ )은 오스트레일리아의 배우이다.